# Credo Inovell 12
A Credo Inovell 12 távolsági autóbuszt a Krankovics István tulajdonában álló győri Kravtex-Kühne Csoport gyártja.
A típust 2012-es Tököli Autóbuszfesztiválon mutatták be a Credo EC 12 és IC 12 utódjaként.
Az előző típusokhoz hasonlóan a Credo Inovell padlómagassága is 800 mm, azonban a busz hossza a korábbihoz képest 170 mm-rel nagyobb.
A termékcsaládot, így a Credo Inovellt is 2014 óta Euro 6-os környezetvédelmi normájú motorokkal gyártják.
A típus emelt padlómagasságú változata a Credo Optinell 12.

## Előfordulása
A legtöbb hazai közlekedési vállalat állományába kerültek már Credo Inovellek, ilyen cégek az azóta a Volánbuszba beolvadt DDKK, az ÉNYKK, a KMKK, a KNYKK és a Volánbusz.
Az elterjedésük annak is köszönhető, hogy a Kravtex több nagy beszerzés során közel 100-100 Credo autóbuszt szállíthatott le a vállalatoknak.
| Rendszám      | Év   | Darab | Közlekedési vállalatok |
| ------------- | ---- | ----- | ---------------------- |
| MNY, MYR, NBF | 2015 | 55    | DDKK, ÉNYKK, KMKK      |
| MNY, MYR, NBF | 2016 | 40    | ÉNYKK                  |
| NZM           | 2016 | 60    | ÉNYKK, KNYKK           |
| PIG           | 2017 | 20    | Volánbusz              |
| PPH           | 2018 | 28    | ÉNYKK, KMKK, KNYKK     |
| RTR, RWE      | 2019 | 112   | Volánbusz              |
| SWW           | 2021 | 55    | Volánbusz              |
| AA DS         | 2022 | 100   | Volánbusz              |